# 駒沢オリンピック公園総合運動場硬式野球場
駒沢オリンピック公園総合運動場硬式野球場（こまざわオリンピックこうえん・そうごううんどうじょう・こうしきやきゅうじょう）は、東京都世田谷区駒沢公園の駒沢オリンピック公園総合運動場内にある野球場。野球場正門の銘板には駒沢野球場と表記されており、この通称表記も多用される。施設は東京都が所有し、財団法人東京都スポーツ文化事業団（旧 東京都生涯学習文化財団）が指定管理者として運営管理を行っている。
なお、かつてプロ野球・東急（東映）フライヤーズが本拠地球場として使用していた駒澤野球場はオリンピック公園造成のため撤去されており、現存のものとは異なる（後述）。

## 歴史
1964年開催の東京オリンピックに向け、旧駒沢球場を1962年に解体し、その跡地が会場施設用地として再開発されることになる。
旧駒沢球場の跡地には都営の駒沢オリンピック公園が整備されており、オリンピック終了後の1965年には、野球場も同公園の別の場所に建設され、主にアマチュア野球（高校野球、首都大学野球各部、東京新大学野球などでの使用実績あり）に使用されている。
現球場の外観は旧球場をモデルにして設計されたともいわれているが定かではない。
老朽化が進んでいたため、2006年9月1日から大規模な改修工事が行われ、2008年5月31日に完了した。現在はアマチュア野球を中心にして供用されている。2018年3月から2019年6月中旬まで増築及び改修工事を行う。概要は内外野グラウンドの人工芝化、観客席の増築（約3000席）、照明塔（6基とも同じ高さに統一）・スコアボードの更新など。

## 施設概要
- 両翼：91m、中堅：120m
- 全面人工芝
- スコアボード：電光式（LED使用）
- 収容人員：1,319人（内野のみ）
- 照明施設：あり

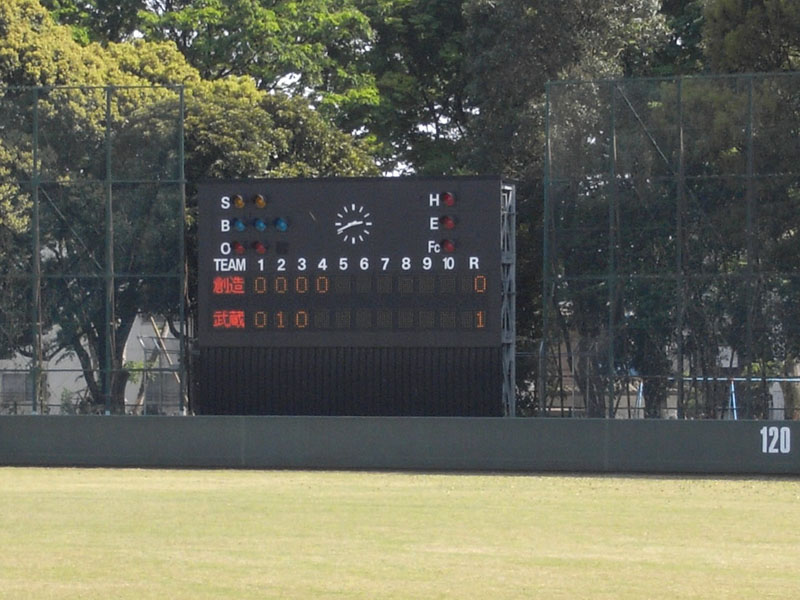
スコアボード

- 備考：軟式野球としても利用可能。ただし、硬式も軟式も団体利用のみ。公園の環境対策により応援等での楽器演奏・鳴り物使用は一切禁止となっている。

## 交通
- 東急田園都市線・駒沢大学駅より徒歩約15分